# Teppen-!!!
Teppen—!!! (てっぺんっ!!!?  "Summit!!!") es una serie de  manga escrita por Inujun e ilustrada por Namamugi, basado en la unidad Seiyū San-Shimai Team y formada por las actrices de voz Mikoi Sasaki, Aimi, y Ayasa Itō. Fue serializado en la revista shonen de Bushiroad Monthly Bushiroad desde el 8 de enero de 2021 hasta el 8 de abril de 2024 siendo compilada en cinco volúmenes tankōbon . Una adaptación a anime hecha por Drive titled Teppen!!!!!!!!!!!!!!! Laughing 'til You Cry se emitió al aire desde julio a septiembre de 2022.

## Sinopsis
Yayoi Sakamoto, que se mudó de Kioto a Osaka, se reencuentra con su amiga de la infancia Yomogi Takahashi. Las dos amantes de la comedia formaron el trío de comedia "Young Wai Wai" con la incorporación de Yuzu Hosono de la prefectura de Iwate. Apuntando al campeonato de comedia "Toppen Grand Prix" enfrentándose a otros grupos.

## Personajes

### Young Wai-wai
Young Wai-Wai (ヤングワイワイ?) es un grupo manzai que representa la región de Kansai.
Yayoi Sakamoto (阪本 やよい Sakamoto Yayoi?)
Voz por: [[Ayasa Itō]]
Yomogi Takahashi (高橋 よもぎ Takahashi Yomogi?)
Voz por: [[Aimi]]
Yuzu Hosono (細野 ゆず Hosono Yuzu?)
Voz por: [[Mikoi Sasaki]]

### Celebri-Tea
Celebri-Tea (セレブリ茶?) is un grupo manzai que representa la región Tōkai region.
Mako Shirakabe (白壁 まこ Shirakabe Mako?)
Voz por: [[Riko Kohara]]
Saeka Yabukita (藪北 さえか Yabukita Saeka?)
Voz por: [[Saika Kitamori]]
Hikari Jogasaki (城ヶ崎 ひかり Jōgasaki Hikari?)
Voz por: [[Yūki Wakai]]

### Akudare Okoku
Akudare О̄koku (あくだれ王国?) es un grupo manzai que representa la región Kantō region.
Hina Kasama (笠間 ひな Kasama Hina?)
Voz por: [[Himari Hazuki]]
Miyu Komatsuzaki (小松崎 みゆ Komatsuzaki Miyu?)
Voz por: [[Megu Sakuragawa]]
Misao Ushiku (牛久 みさお Ushiku Misao?)
Voz por: [[Moe Toyota]]

### Shinryakusha
Shinryakusha (シンリャクシャ?) es un grupo manzai que representa el área de Hokkaido.
Yuina Rokkatei (六香亭 ゆいな Rokkatei Yuina?)
Voz por: [[Nanae Kojima]]
Mone Ishiya (石屋 もね Ishiya Mone?)
Voz por: [[Aina Suzuki]]
Chihori Hokuto (北斗 ちほり Hokuto Chihori?)
Voz por: [[Momoyo Koyama]]

### Dangan Kunoichi
Dangan Kunoichi (弾丸クノイチ?) es un grupo manzai que representa el área de Kansai.
Iroha Akishika (秋鹿 いろは Akishika Iroha?)
Voz por: [[Honoka Kuroki]]
Kana Kiyotsuru (清鶴 かな Kiyotsuru Kana?)
Voz por: [[Mayu Sagara]]
Chitose Amano (天野 ちとせ Amano Chitose?)
Voz por: [[Aina Aiba]]

### Otros personajes
Seiji Tani (谷 誠二 Tani Seiji?)
Voz por: [[Hiroki Yasumoto]]
Miki Takahashi (高橋 みき Takahashi Miki?)
Voz por: [[Chiharu]]
Rine Takahashi (高橋 りね Takahashi Rine?)
Voz por: [[Chiharu]]

## Medios

### Manga
La serie de manga está escrita por Inujun e ilustrada por Namamugi y se ha serializado en la revista shōnen Monthly Bushiroad de Bushiroad,  desde enero de 2021. Se lanzaron tres volúmenes tankōbon a partir de julio de 2022.

### Anime
¡Una adaptación a anime titulada Teppen!!!!!!!!!!!!!!! Laughing 'til You Cry se anunció el 6 de enero de 2022.   La serie es producida por Drive y dirigida por Toshinori Watanabe, con Shinji Takamatsu como director en jefe, Jun Kumagai escribiendo y supervisando los guiones, Yoshiyuko Ōkubo diseñando los personajes y Technoboys Pulcraft Green-Fund componiendo la música.  Se emitió del 2 de julio al 24 de septiembre de 2022 en Tokyo MX, CTV, SUN y HTB .   El tema de apertura es "Teppen— Tengoku ~TOP OF THE LAUGH!!!~" de Teppen— All Stars, una unidad compuesta por los 15 miembros principales del elenco, mientras que el tema de cierre es "Ahatte Teppen" de May'n .   Crunchyroll ha licenciado la serie.  El segundo episodio de la serie se pospuso desde su emisión original luego del asesinato de Shinzo Abe,  y en su lugar se emitió el 10 de septiembre de 2022.  Se producirá un episodio especial financiado por la ciudad de Minamishimabara si se consigue la financiación. 